# Pexicopia arenicola
Pexicopia arenicola är en fjärilsart som beskrevs av Ralph S. Common 1958. Pexicopia arenicola ingår i släktet Pexicopia och familjen stävmalar. Inga underarter finns listade i Catalogue of Life.